# Einheer

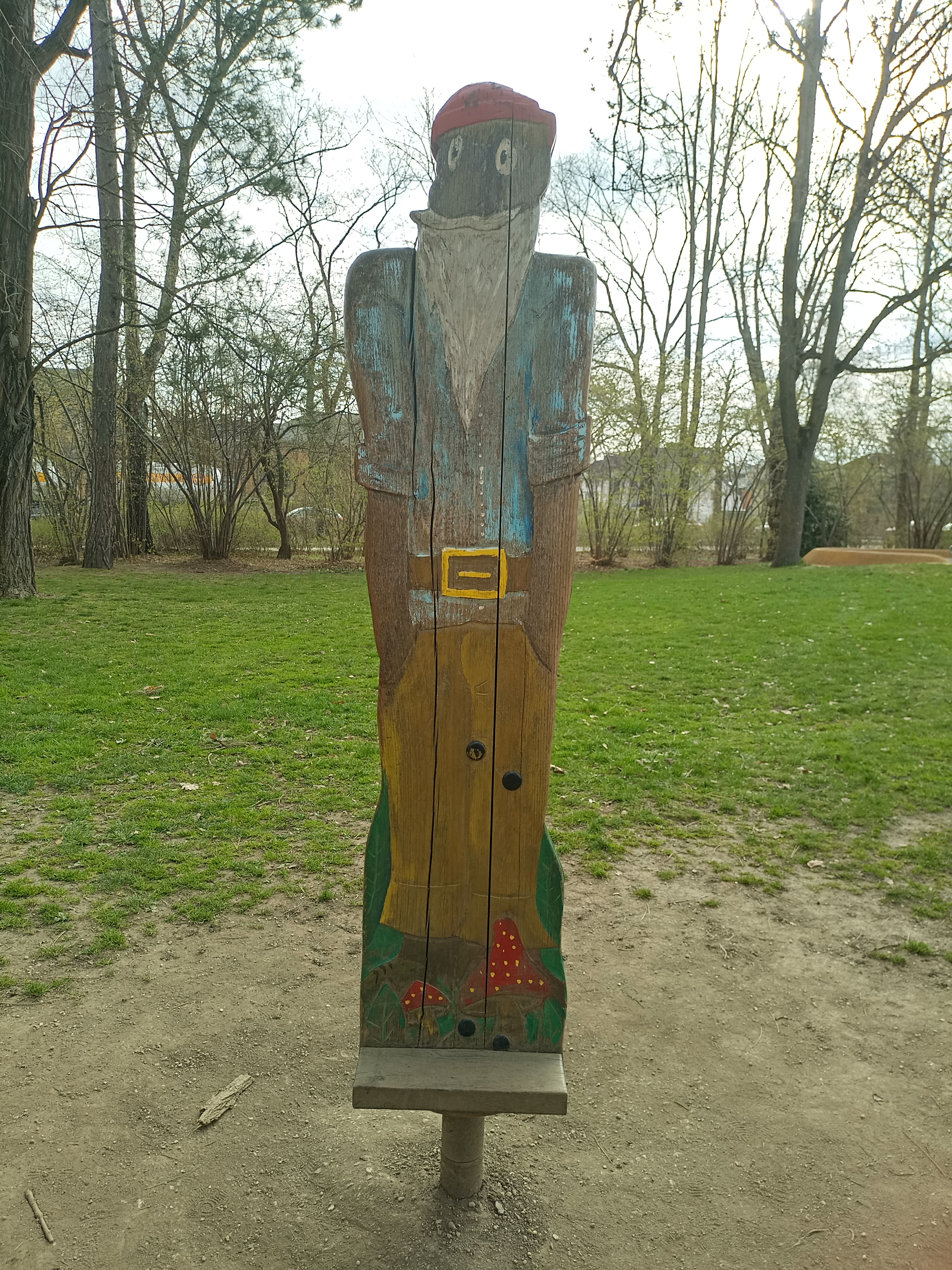
Einheer-Skulptur auf dem Spielplatz „Schwanenstadt“ auf der Melzerwiese im Schwanenteichpark in Zwickau (2025)

Einheer ist der Name einer deutschen Sagengestalt. Es handelt sich dabei um einen schwäbischen Riesen, dessen Heimat im Thurgau liegen soll. Er soll zu Zeiten der Ostexpansion in der Gegend um Zwickau gelebt und gegen die Wenden gekämpft haben.